# Old Caledonians FC
Old Caledonians Football Club – argentyński klub piłkarski z siedzibą w mieście Buenos Aires. Pierwszy wicemistrz Argentyny.

## Osiągnięcia
- Wicemistrz Argentyny: 1891

## Historia
Klub założony został przez szkockich emigrantów. W swoim jedynym występie w pierwszej lidze w 1891 roku został pierwszym w dziejach wicemistrzem Argentyny.
W walce o tytuł mistrza Old Caledonians uległ minimalnie innej drużynie o szkockim rodowodzie – zespołowi Saint Andrew’s Buenos Aires. W pierwszym meczu rozegranym na boisku Estación Solá padł remis 3:3, a Old Caledonians wystąpił w następującym składzie:
F. Edmonds - E. R. Gifford, M. Scott, W. Angus, R. Phillips, R. Smith, R. Cordner, H. White, R. Sutherland, E.L. Wilson, J. Riggs.
Wobec równej liczby punktów konieczny był drugi mecz - Old Caledonians na stadionie klubu Flores Polo Club uległ drużynie Saint Andrew’s 1:3 po dogrywce. Wicemistrzowie zagrali w następującym składzie:
W. Gibson - M. Scott, J. Riggs, W. Angus, R. Phillips, R. Smith, H. White, J. Clark, R. Sutherland, E.L. Wilson, R. Corsner.